# Enceinte fortifiée de Vouvant
L'enceinte fortifiée de Vouvant est un ensemble de fortifications médiévales comprenant un château fort et une enceinte urbaine ayant existé à Vouvant, dans le département français de la Vendée. Il subsiste aujourd'hui de nombreux vestiges, dont les mieux conservés sont la tour Mélusine (donjon de l'ancien château fort), les remparts et tours nord-est ainsi que la porte de la Poterne (dernière porte encore conservée de l'ancienne forteresse qui donnait accès à Fontenay-le-Comte). Les fortifications de l'enceinte urbaine s'élèvent autour du bourg sur une distance d'environ 1,4 km, mesurent au maximum 10 mètres de hauteur (au nord-est) et sont encore flanqués d'une dizaine de tours demi-cylindriques (au nord et à l'est) comportant chacune une salle voûtée.
Les vestiges de l'enceinte fortifiée (du bourg castral, du château fort localisé sur la place du Bail, ainsi que des tours de l'enceinte fortifiée du Château Neuf) sont inscrits à l'inventaire supplémentaire des monuments historiques depuis le 26 novembre 1984. La tour Mélusine est, quant à elle, inscrite depuis 12 février 1927.

## Histoire
Au XIe siècle, Théodelin, abbé de Maillezais, fait construire à Vouvant un prieuré à la demande de Guillaume le Grand d'Aquitaine. Les premières fortifications consistaient en un château à motte en bois (très certainement localisée sur le site actuel du Petit-Château ou du Château Neuf).
Au milieu du XIIe siècle, Vouvant entre dans les possessions des seigneurs de Lusignan,. Un château fort, dont une haute tour ronde, la tour Mélusine, permettant de protéger l'entrée au nord-ouest de l'éperon rocheux est construit à la fin du XIIe siècle ou au début du XIIIe siècle,,, (cette tour est parfois datée de 1242, cependant il paraît peu probable que ce soit le cas au regard des techniques de construction employées et des éléments architecturaux conservés). Le bourg est également ceint d'une enceinte urbaine et d'une trentaine de tours à la même période.
Au XVe siècle, Arthur de Richemont érige peut-être l'enceinte fortifiée du Château Neuf au nord-ouest du château baronnial. Il fait également appel à Jean Vayron (maître-maçon) pour réparer des bâtiments du château (dont les logis et la chapelle) et construire ou améliorer la tour Baboin, dont la localisation est à ce jour inconnue.
Une description de la ville fortifiée datant de 1526 indique que la cité comportait trois portes d'accès : la porte Bouguerin au nord, la porte aux Moines à l'est et la porte de la Poterne à l'ouest. Seule cette dernière est encore conservée. Cette même description permet d'en savoir plus sur l'organisation du château fort. Celui-ci se composait :
- d'un pont-levis pour permettre l'accès au château par le bourg fortifié. Cette porte d'entrée serait surmontée d'une chapelle[4] ;
- d'une tour carrée à l'entrée du château, accolée à l'enceinte ;
- de deux puits (un devant la chapelle et l'autre au milieu de la cour du château) ;
- d'une poterne permettant l'accès, par le biais d'un pont-levis, au Château Neuf par le donjon (tour Mélusine).

Maquette du château de Vouvant
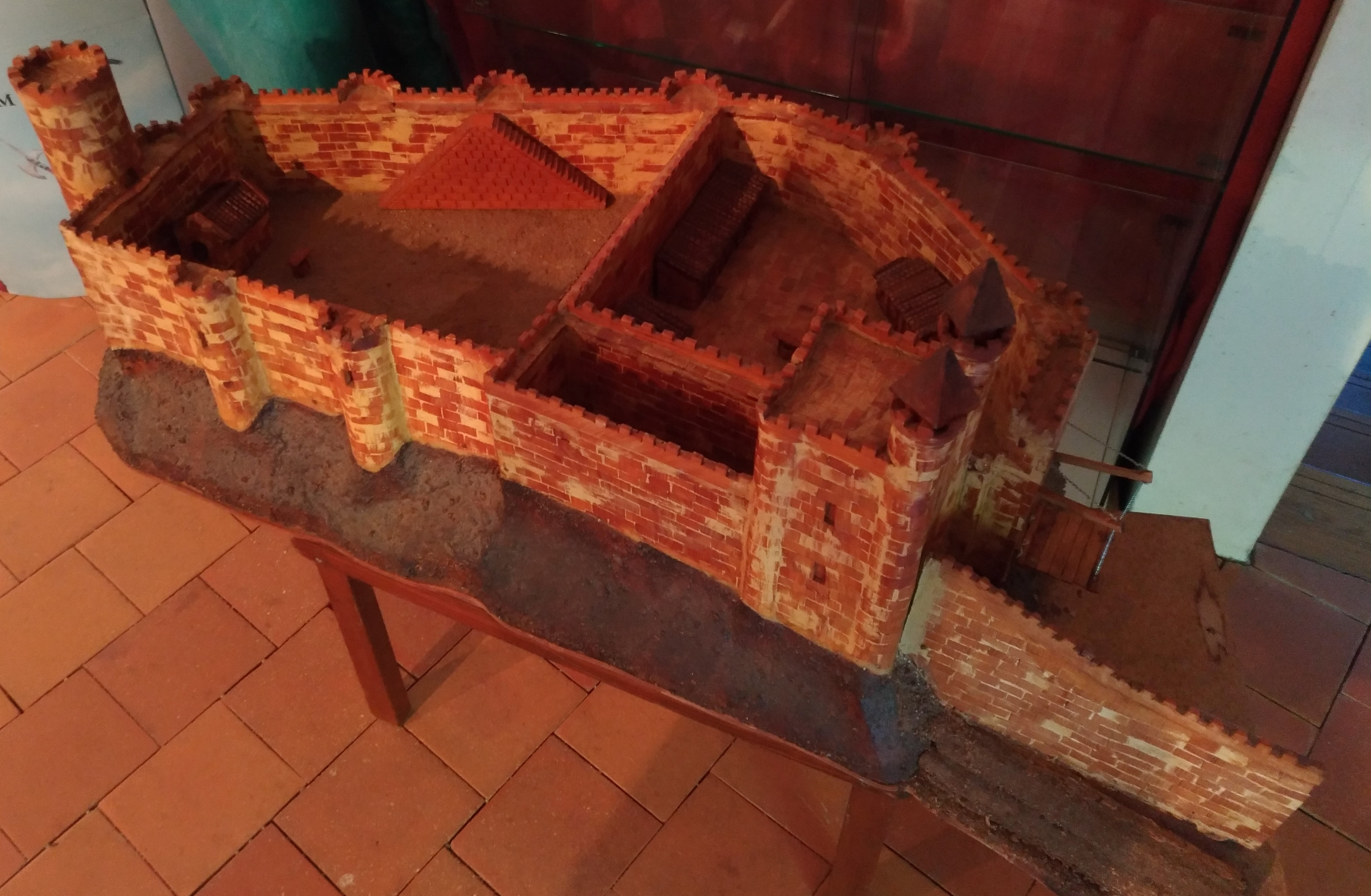
Maquette présente dans l'office de tourisme.
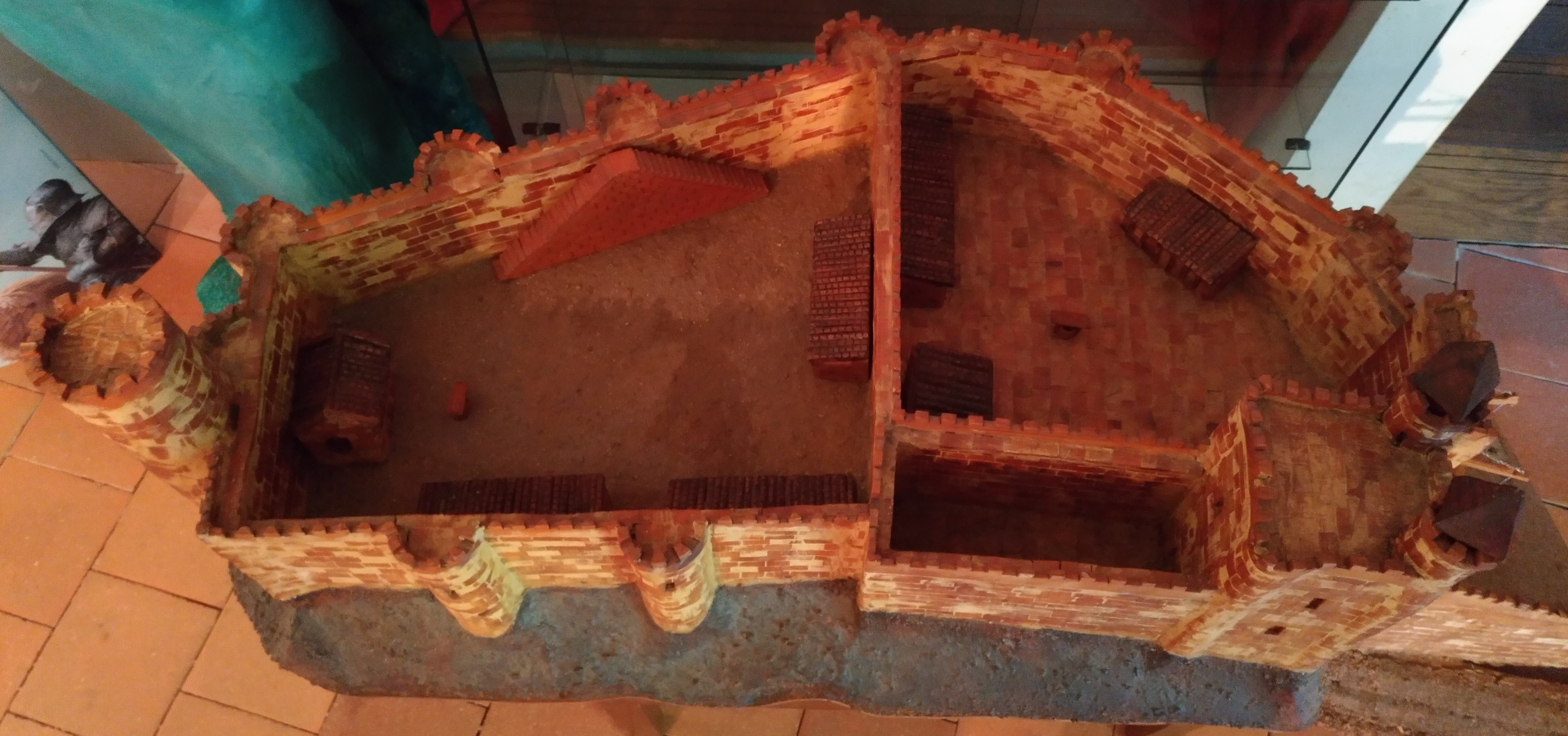
Vue détaillée de la maquette.

Les fortifications en 1864 lors de la visite du Congrès archéologique de France
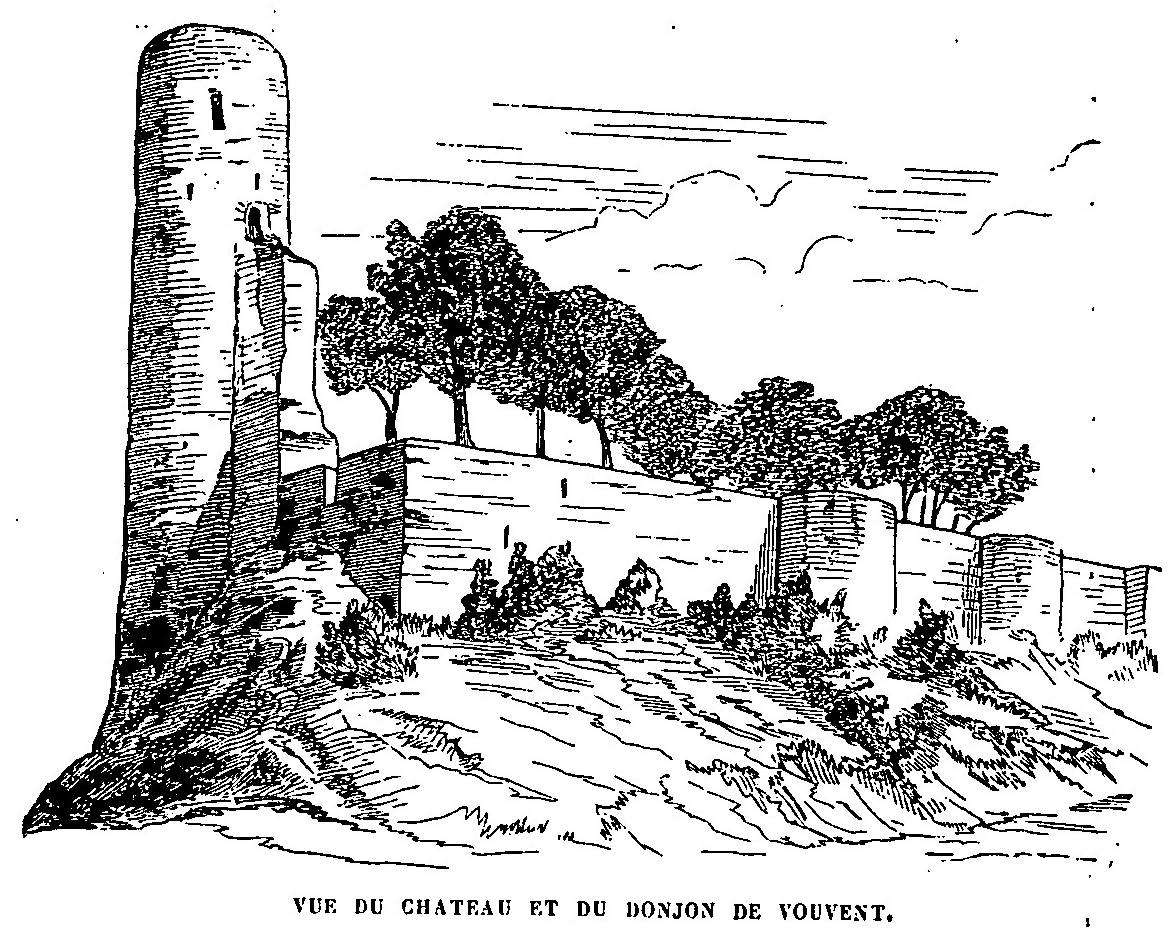
Les vestiges du château.
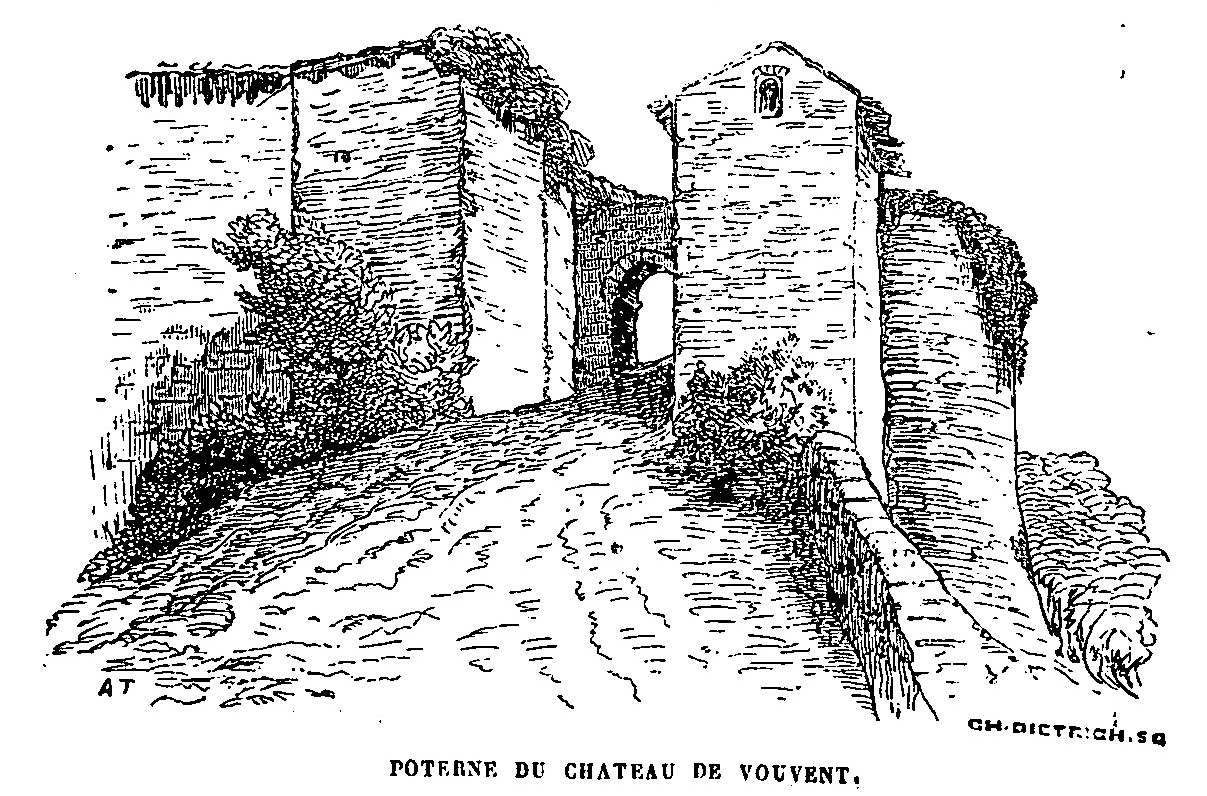
La porte de la Poterne.

## Description
Les tours situées au nord et à l'est des fortifications sont les plus hautes (environ 10 m). Celles-ci se présentent sous la forme de tours demi-circulaires renfermant chacune une salle voûtée. Ces salles sont desservies par une entrée de plain-pied à hauteur de la cour et possèdent trois archères. L'accès au chemin de ronde s'effectue par l'extérieur des tours.

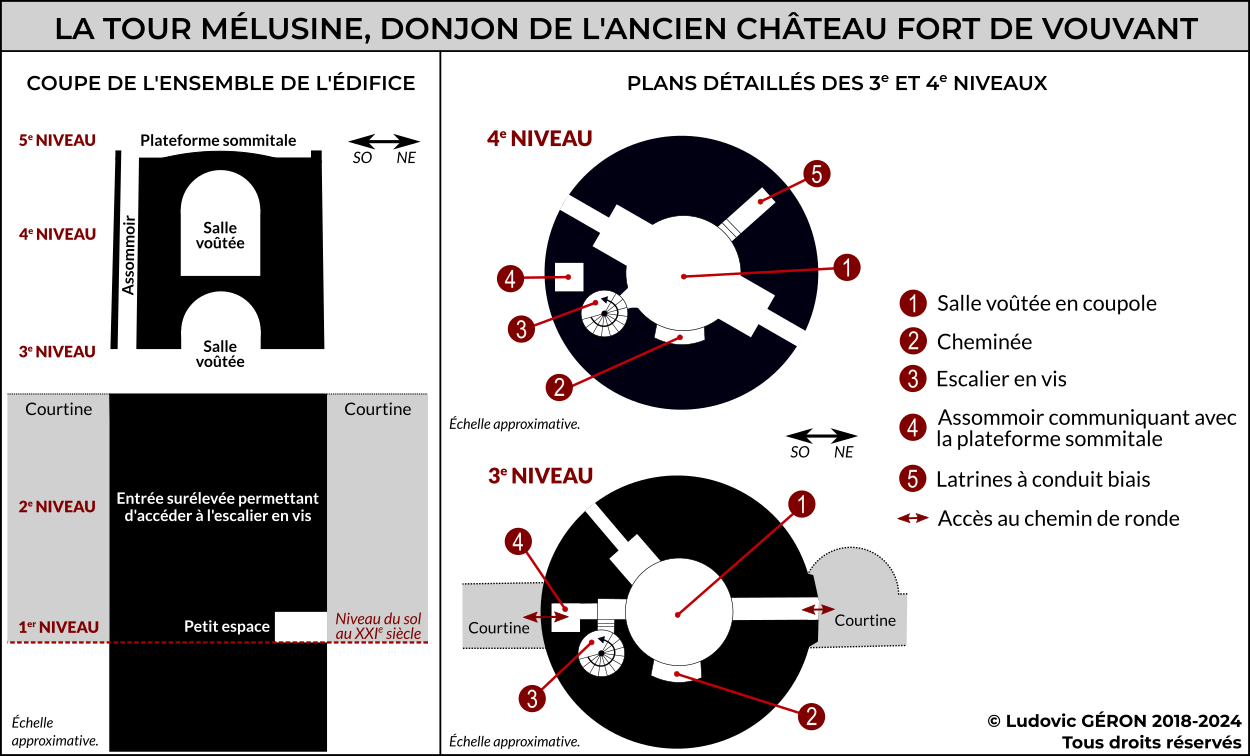
Plans de la tour Mélusine, donjon du XII ou XIII.

Les vestiges du château fort, situé place du Bail, sont au nombre de deux :
- la tour Mélusine, donjon de l'ancien château fort daté entre la fin du XIIe siècle et le début du XIIIe siècle. Elle possède cinq niveaux au total, dont deux voûtés en coupole (aux 3e et 4e niveaux) possédant chacun une cheminée. Le 4e niveau est également muni de latrines à conduit biais[12] avec un débouché vers l'extérieur.
- la tour des Gardes, une base de tour demi-circulaire très avancée possédant encore une salle rectangulaire desservant trois archères[5],[10].

## Galerie

Vestiges du château-fort
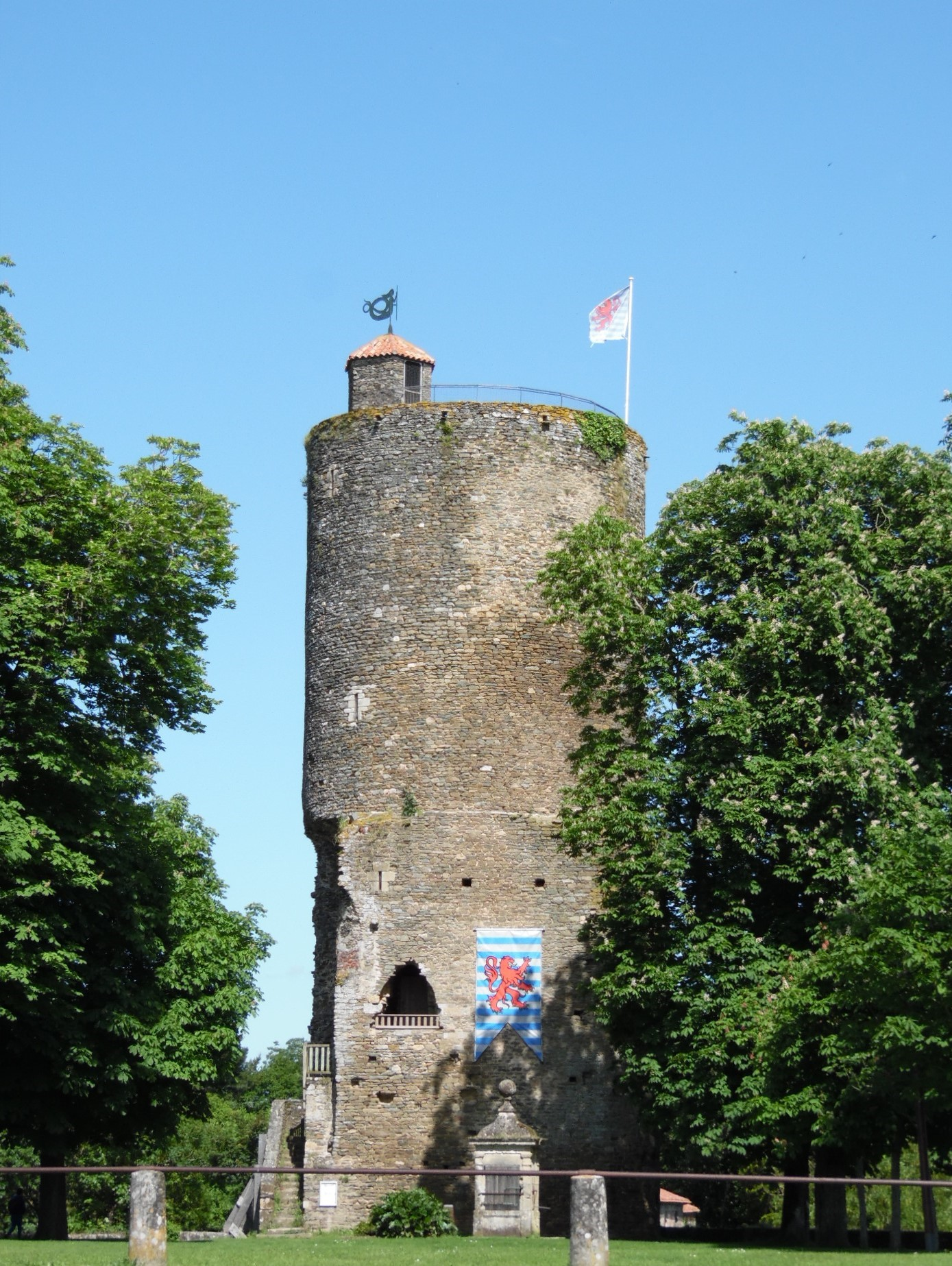
Tour Mélusine, donjon de l'ancien château-fort des Lusignan.
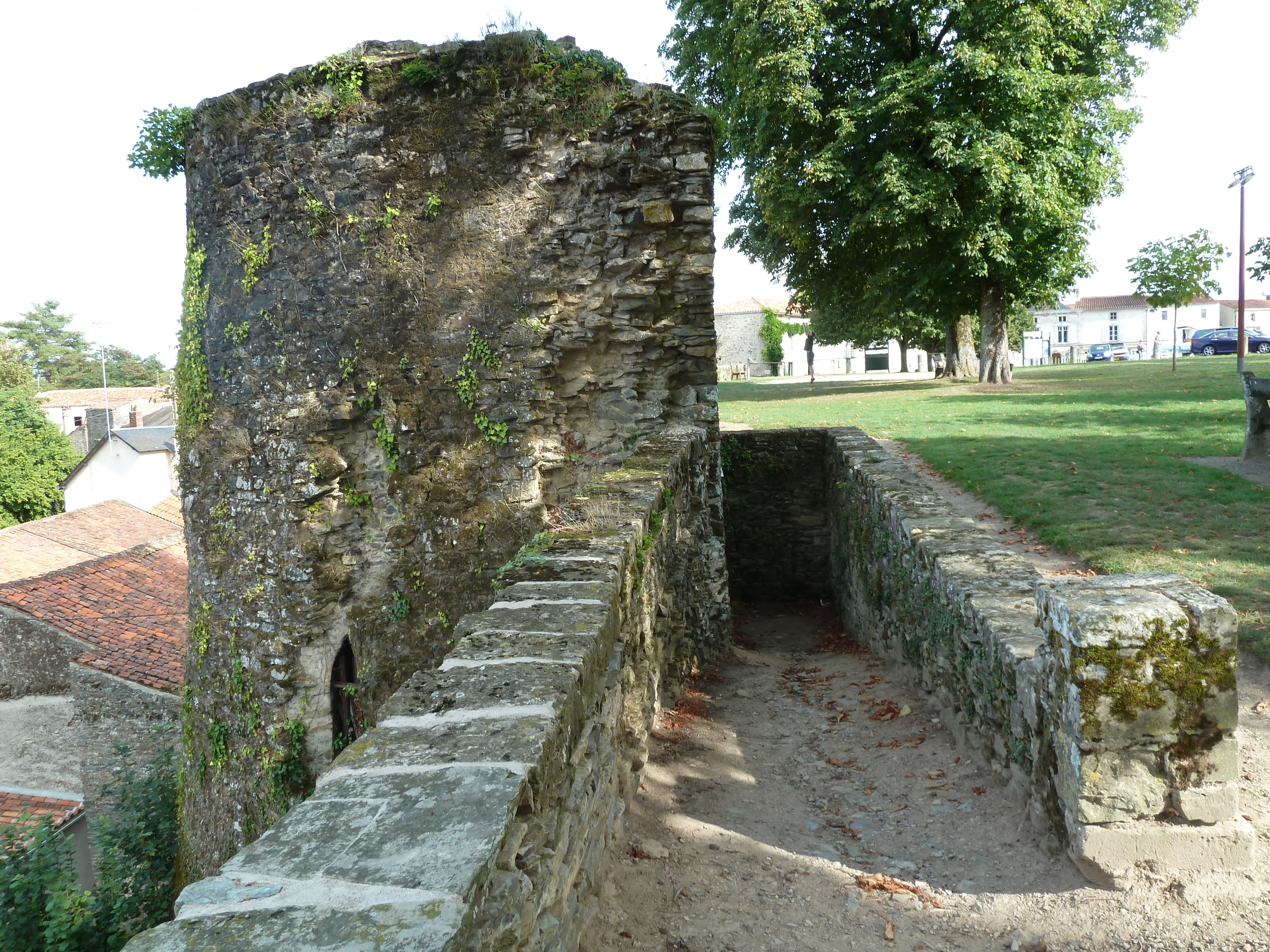
Tour des Gardes, flanquant la place du Bail, ancienne cour du château.
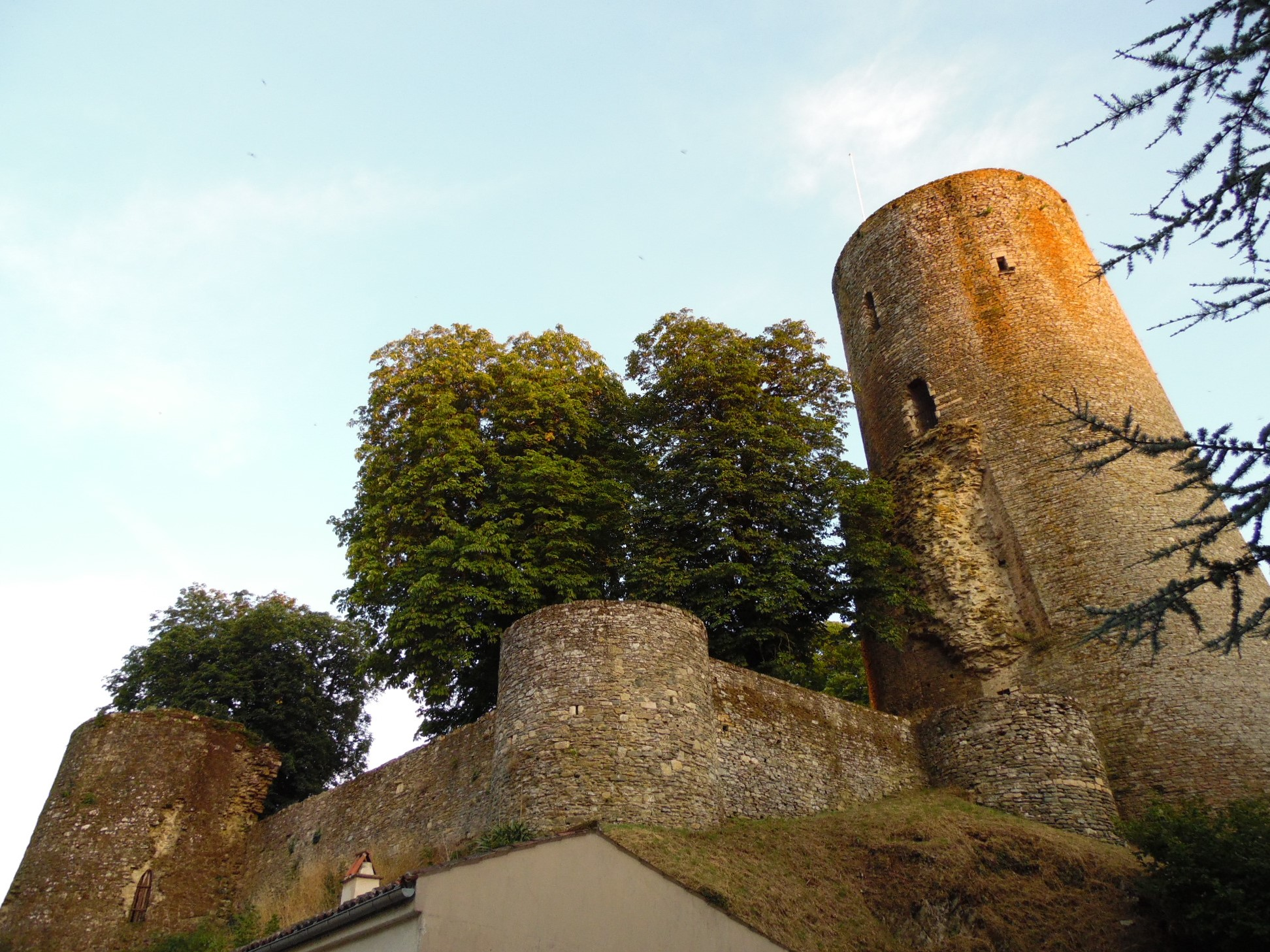
Vestiges du château-fort depuis le bas du fossé.

Enceinte urbaine
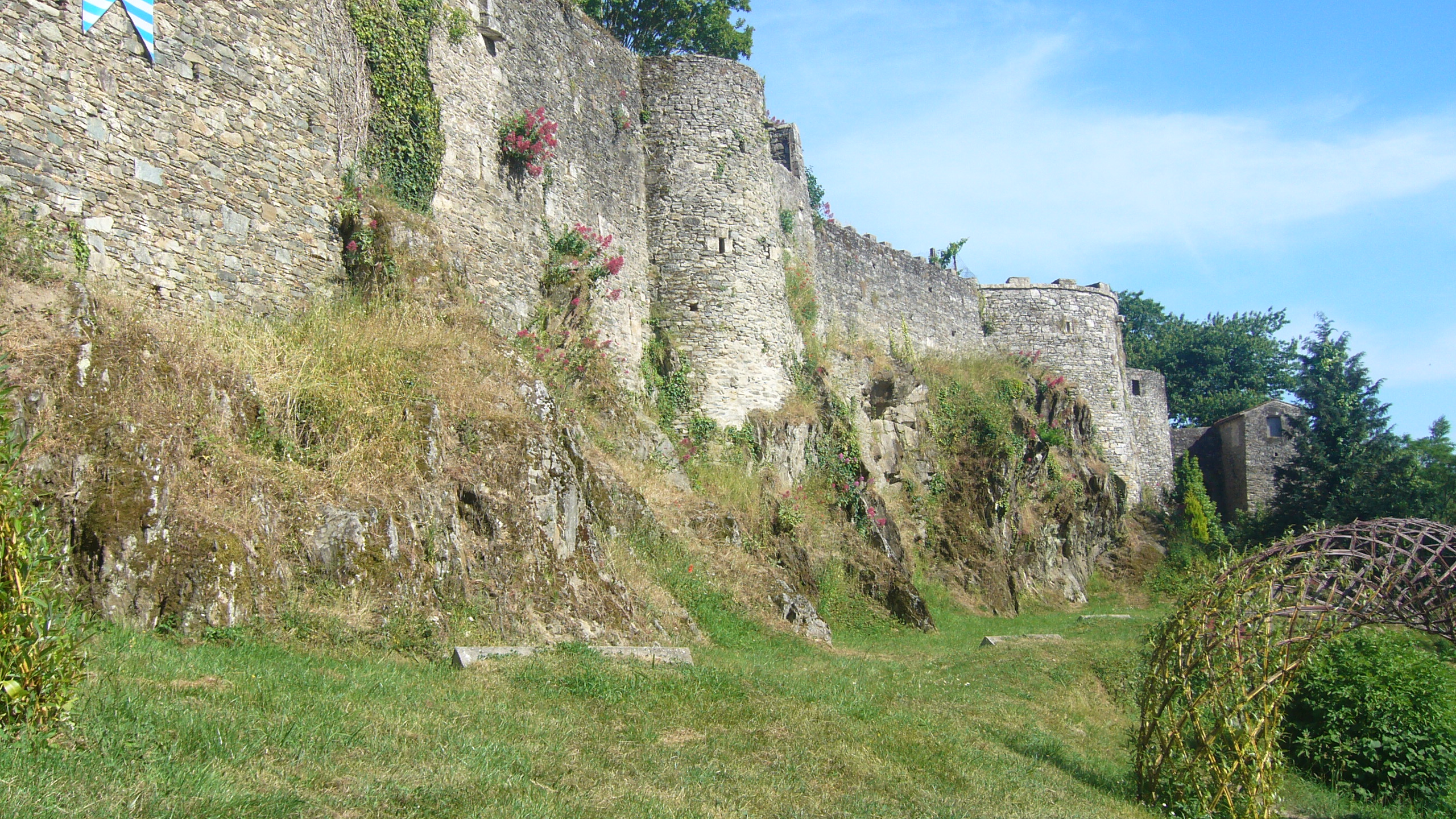
Remparts ouest.
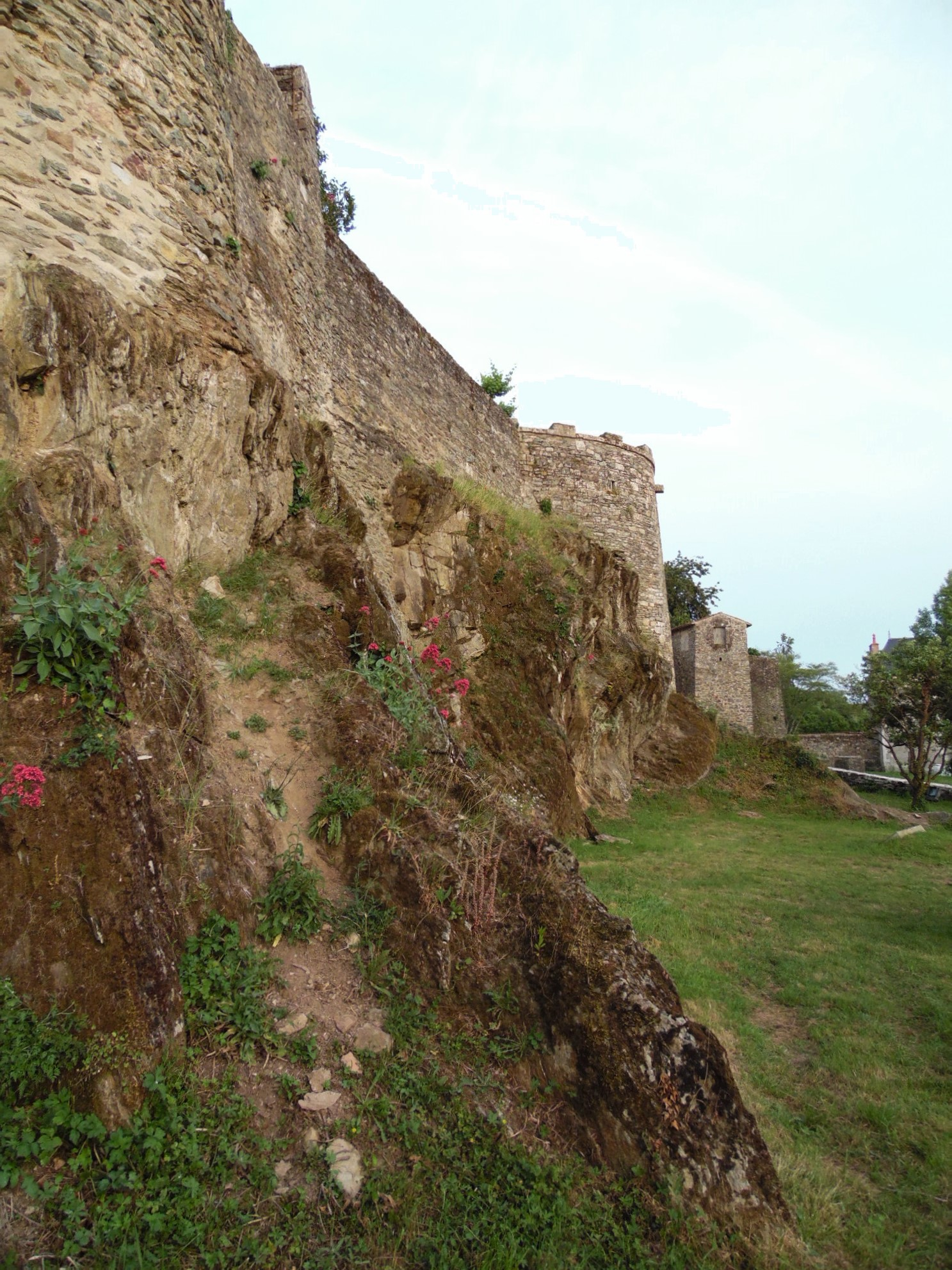
Remparts ouest, près de la Poterne.
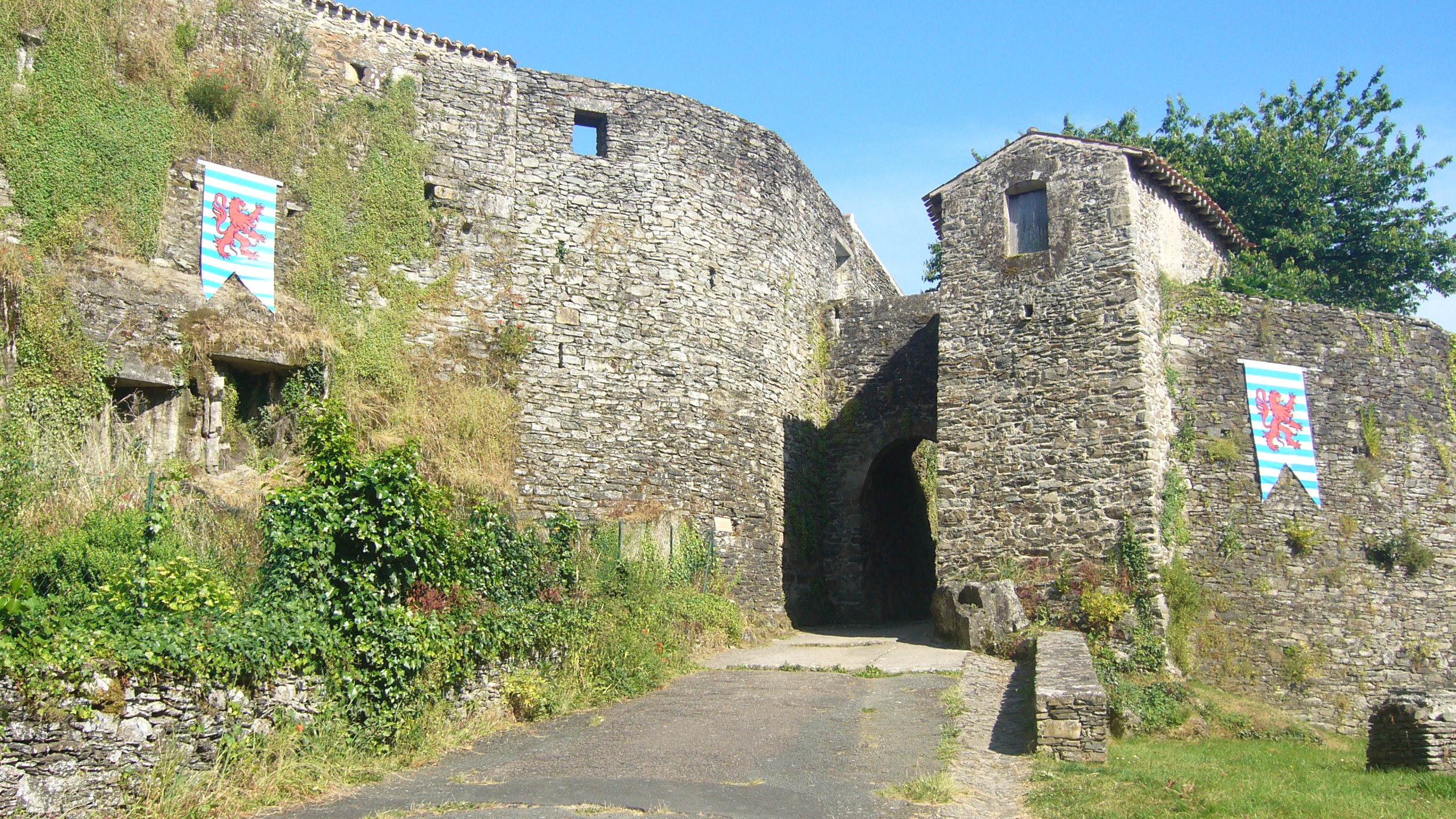
Porte de la Poterne.
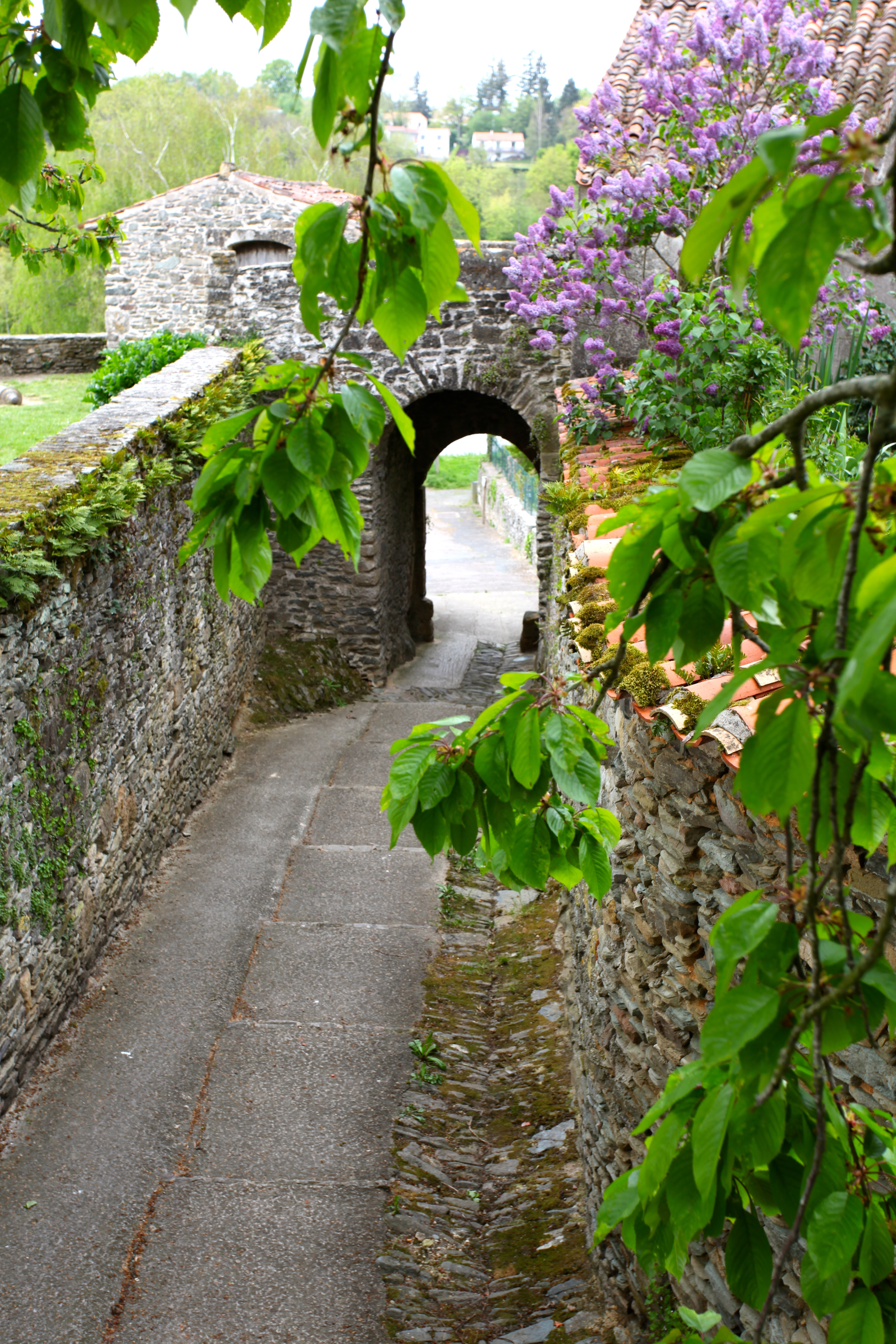
Porte de la Poterne.
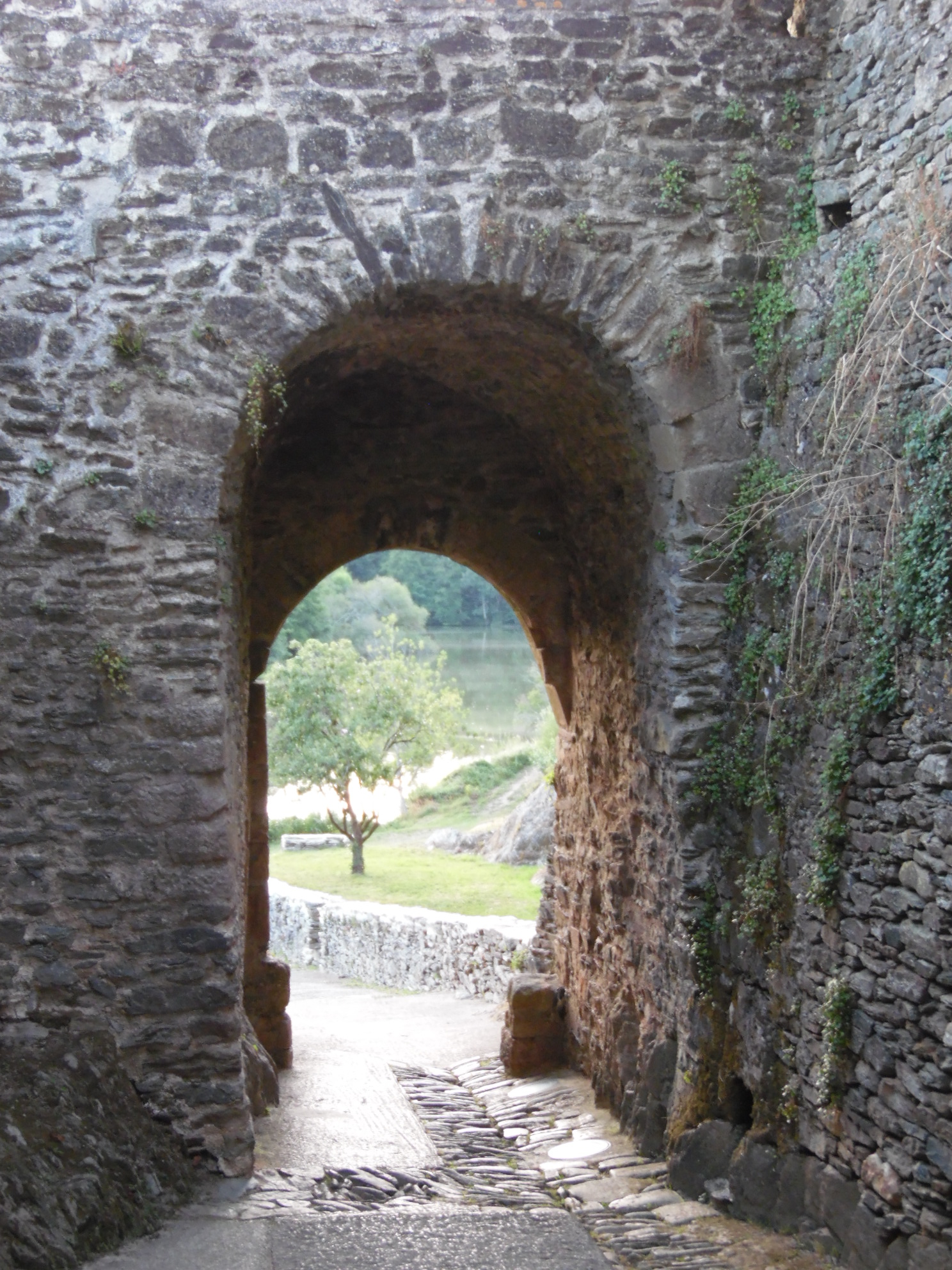
Porte de la Poterne.
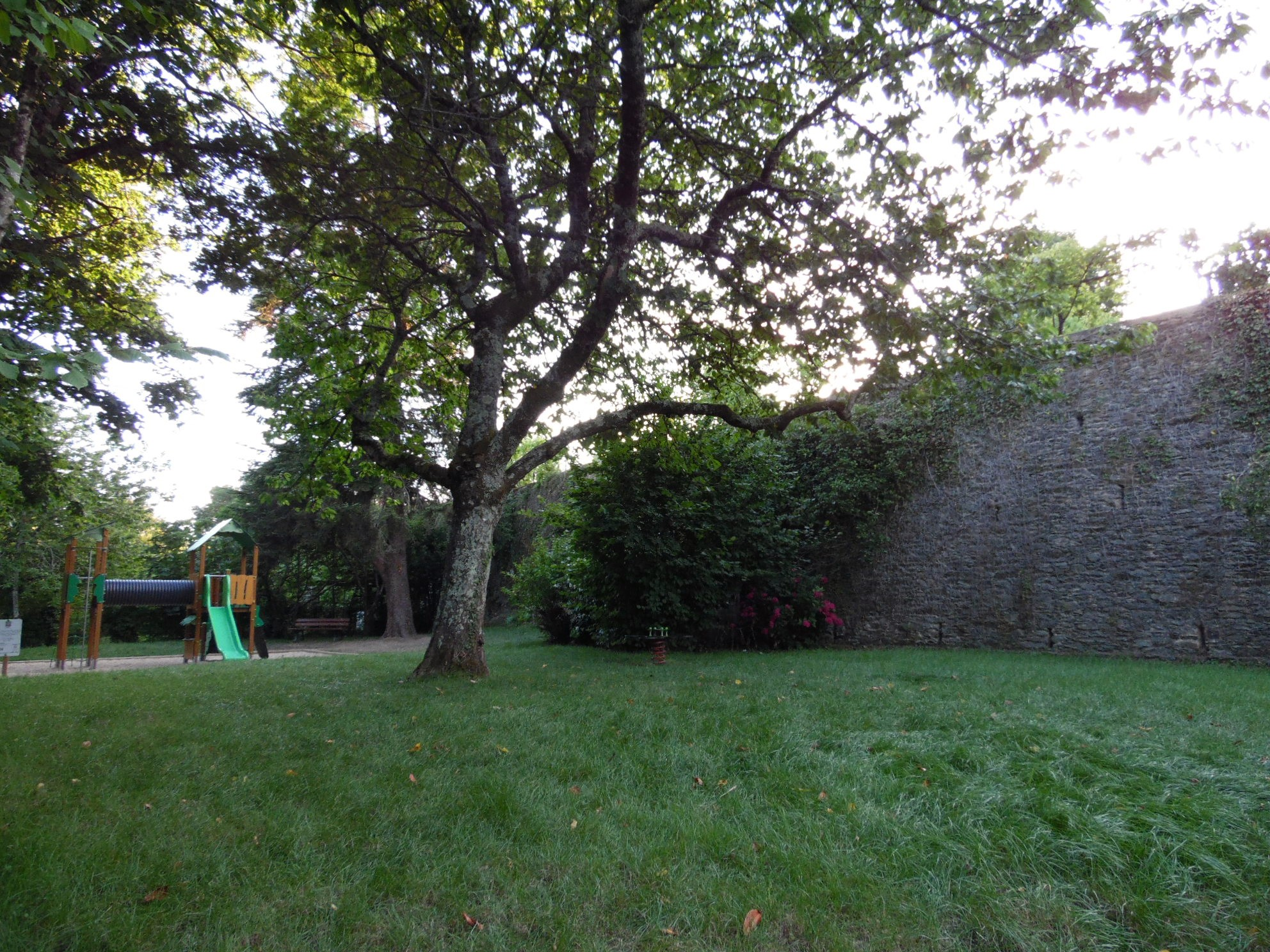
Remparts sud.
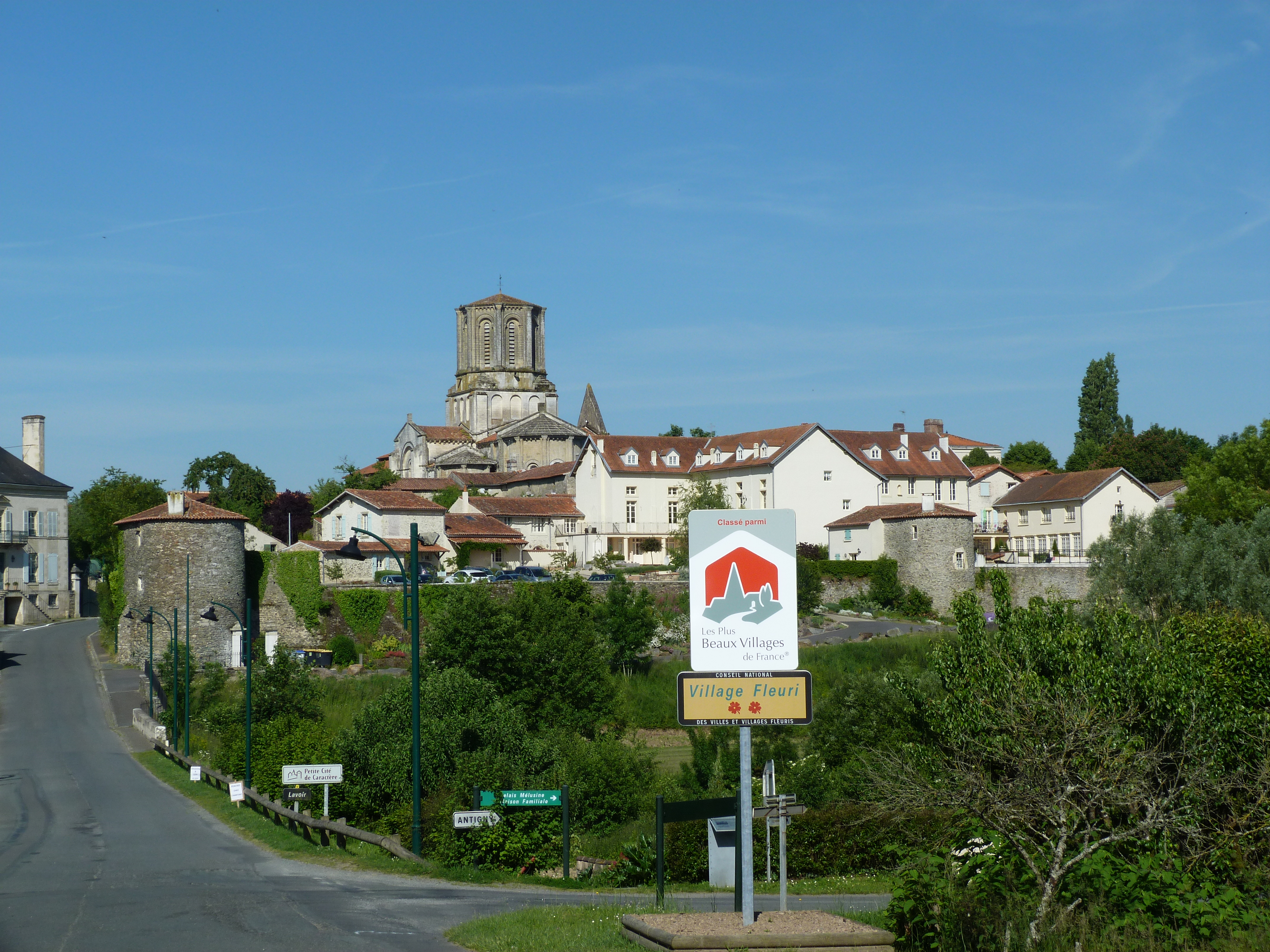
Entrée est du bourg, avec les remparts et notamment la tour du Couvent (à gauche).
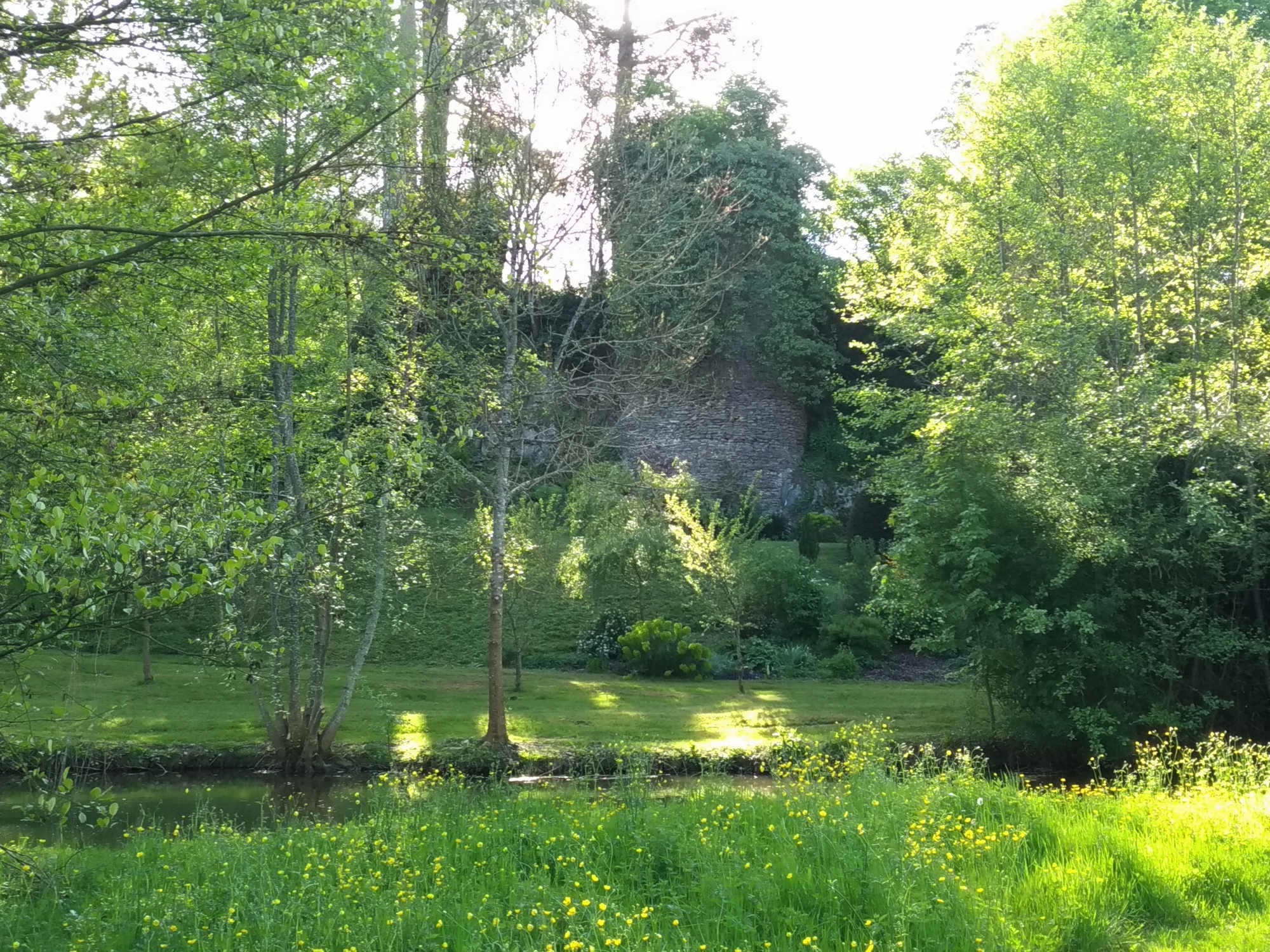
L'une des tours de la Recepte flanquant les remparts est.

Vestiges de l'enceinte du Château Neuf
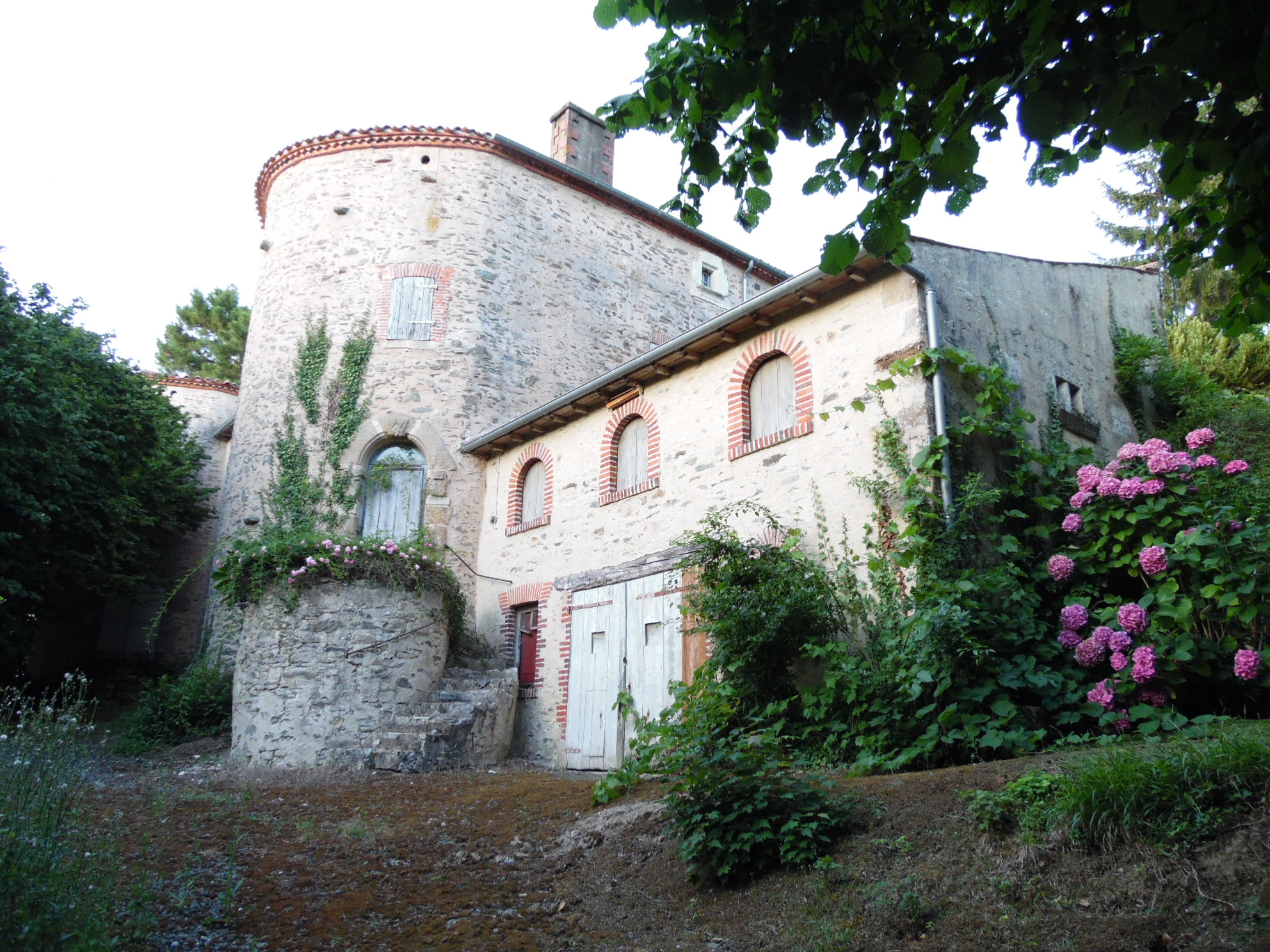
Tours du Château Neuf.
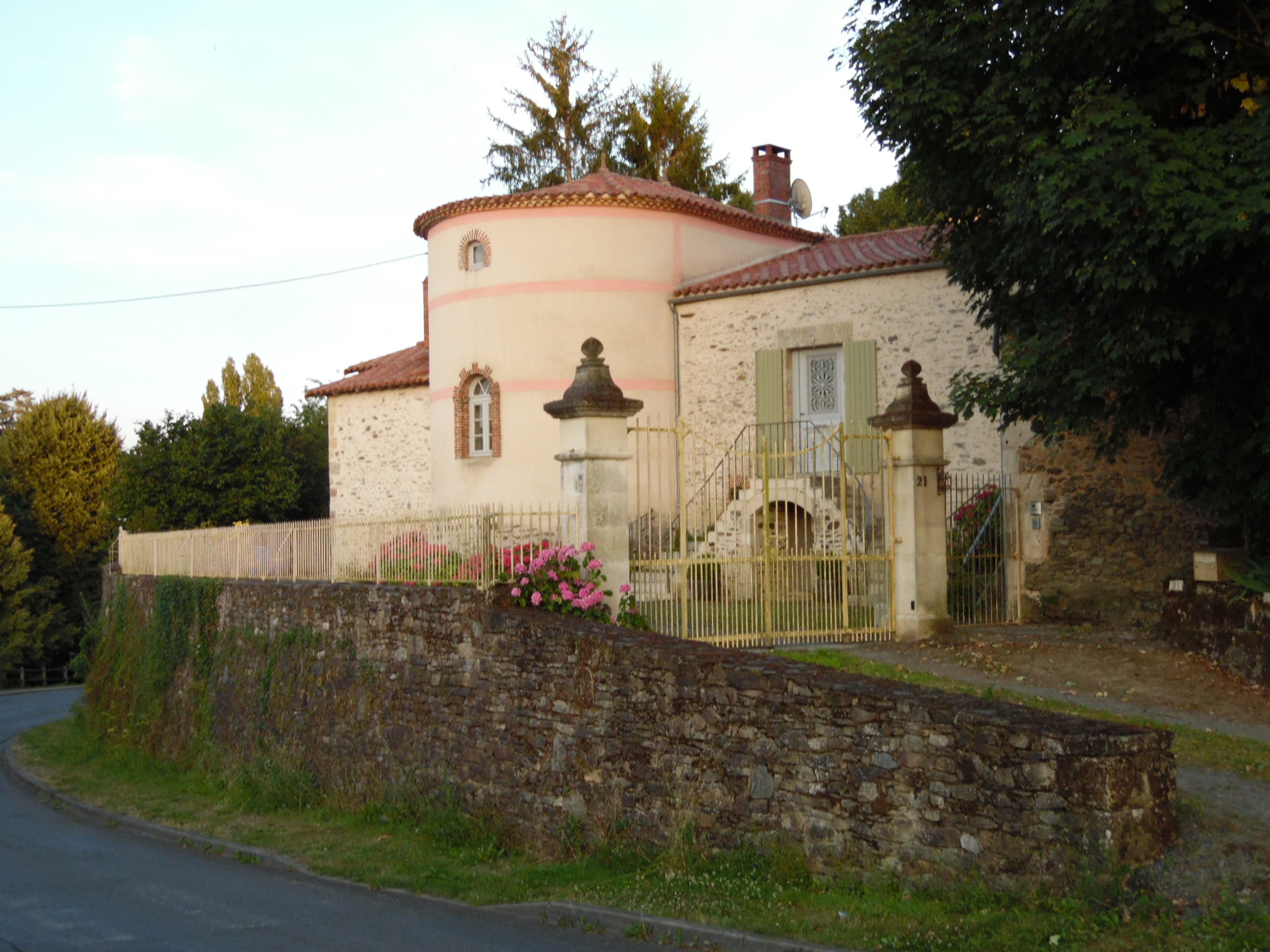
Tour du Château Neuf.